# 2018–2019-es UEFA-bajnokok ligája (selejtezők)
A 2018–2019-es UEFA-bajnokok ligája selejtezőit öt fordulóban bonyolították le 2018. június 26. és augusztus 29. között. A bajnoki ágon azok a bajnokcsapatok szerepeltek, amelyek indulási jogot szereztek és nem kerültek közvetlenül a csoportkörbe. A nem bajnoki ágon azok a csapatok szerepeltek, amelyek nem bajnokcsapatok, de indulási jogot szereztek és nem kerültek közvetlenül a csoportkörbe.
A bajnoki ágon 43 csapatból 4, a nem bajnoki ágon 10 csapatból 2 csapat jutott be a 32 csapatos csoportkörbe.

## Lebonyolítás

### Bajnoki ág
A bajnoki ág a következő fordulókat tartalmazta:
- Előselejtező (4 csapat): 4 csapat lépett be a körben.
- 1. selejtezőkör (32 csapat): 31 csapat lépett be a körben, és 1 győztes az előselejtezőből.
- 2. selejtezőkör (20 csapat): 4 csapat lépett be a körben, és 16 győztes az 1. selejtezőkörből.
- 3. selejtezőkör (12 csapat): 2 csapat lépett be a körben, és 10 győztes a 2. selejtezőkörből.
- Rájátszás (8 csapat): : 2 csapat lépett be a körben, 6 győztes a 3. selejtezőkörből.

A rájátszás 4 győztes csapata továbbjutott a csoportkörbe.
A vesztes csapatok átkerültek az Európa-ligába a következők szerint:
- Az előselejtező 3 vesztes csapata és az 1. selejtezőkör 16 vesztes csapata átkerült a bajnoki ág 2. selejtezőkörébe.
- A 2. selejtezőkör 10 vesztes csapata átkerült a bajnoki ág 3. selejtezőkörébe.
- A 3. selejtezőkör 6 vesztes csapata átkerült a bajnoki ág rájátszásába.
- A rájátszás 4 vesztes csapata átkerült a csoportkörbe.

### Nem bajnoki ág
A nem bajnoki ág a következő fordulókat tartalmazta:
- 2. selejtezőkör (4 csapat): 4 csapat lépett be a körben.
- 3. selejtezőkör (8 csapat): 6 csapat lépett be a körben, és 2 győztes a 2. selejtezőkörből.
- Rájátszás (4 csapat): : 4 győztes a 3. selejtezőkörből.

A rájátszás 2 győztes csapata továbbjutott a csoportkörbe.
A vesztes csapatok átkerültek az Európa-ligába a következők szerint:
- A 2. selejtezőkör 2 vesztes csapata átkerült a főág 3. selejtezőkörébe.
- A 3. selejtezőkör 4 vesztes csapata és a rájátszás 2 vesztes csapata átkerült a csoportkörbe.

## Formátum
Az előselejtező egymérkőzéses elődöntő-döntő rendszerű. A két párosítás győztese döntőt játszott, amelynek a győztese jutott tovább. Ha a mérkőzésen a rendes játékidő végén döntetlen volt az eredmény, akkor 2x15 perces hosszabbítást játszottak. Ha a hosszabbítás után is döntetlen volt az állás, akkor büntetőpárbajra került sor.
A többi forduló párosításait oda-visszavágós rendszerben játszották. Mindkét csapat játszott egyszer pályaválasztóként. A két találkozó végén az összesítésben jobbnak bizonyuló csapat jutott tovább a következő körbe. Ha az összesítésnél az eredmény döntetlen volt, akkor az idegenben több gólt szerző csapat jutott tovább. Amennyiben az idegenben lőtt gólok száma is azonos volt, akkor 30 perces hosszabbítást játszottak a visszavágó rendes játékidejének lejárta után. Ha a 2x15 perces hosszabbításban gólt/gólokat szerzett mindkét együttes, és az összesített állás egyenlő volt, akkor a vendég csapat jutott tovább idegenben szerzett góllal/gólokkal. Gólnélküli hosszabbítás esetén büntetőpárbajra került sor.
A sorsolásoknál az UEFA-együtthatók alapján a csapatokat kiemelt és nem kiemelt csapatokra osztották. A kiemelt csapat egy nem kiemelt csapatot kapott ellenfélül. Ha a sorsoláskor a csapat kiléte nem ismert, akkor az adott párosításban a magasabb együtthatót vették alapul. A sorsolások előtt az UEFA csoportokat alakított ki, amelyeknek a lebonyolítás szempontjából nincs jelentősége. Azonos nemzetű együttesek, illetve politikai okok miatt, az UEFA által eldöntött esetekben nem voltak sorsolhatók egymással.

## Fordulók és időpontok
A selejtezők sorsolásait és mérkőzéseit az alábbi napokon rendezték. Valamennyi sorsolást Nyonban, Svájcban tartják.
| Forduló      | Sorsolás dátuma    | 1. mérkőzés                  | 2. mérkőzés                  |
| ------------ | ------------------ | ---------------------------- | ---------------------------- |
| Előselejtező | 2018. június 12.   | 2018. június 26. (elődöntők) | 2018. június 29. (döntő)     |
| 1. forduló   | 2018. június 19.   | 2018. július 10–11.          | 2018. július 17–18.          |
| 2. forduló   | 2018. június 19.   | 2018. július 24–25.          | 2018. július 31–augusztus 1. |
| 3. forduló   | 2018. július 23.   | 2018. augusztus 7–8.         | 2018. augusztus 14.          |
| Rájátszás    | 2018. augusztus 6. | 2018. augusztus 21–22.       | 2018. augusztus 28–29.       |

## Előselejtezők
Az előselejtező sorsolását 2018. június 12-én, 12 órától tartották.

### Előselejtező, kiemelés
Az első selejtezőkörben 4 csapat játszott a továbbjutásért. Sorsolás előtt a csapatok UEFA-együtthatója alapján sorba rendezték a résztvevőket, majd minden kiemelthez egy-egy kiemelés nélkülit párosítottak.
| Kiemelt                              | Nem kiemelt          |
| ------------------------------------ | -------------------- |
| - FC Santa Coloma - Lincoln Red Imps | - La Fiorita - Drita |

### Előselejtező, párosítások
Az elődöntő fordulóját június 26-án, a döntőt június 29-én játszották.
| 1. csapat        | Eredmény   | 2. csapat        |
| ---------------- | ---------- | ---------------- |
| Elődöntők        |            |                  |
| FC Santa Coloma  | 0–2 (h.u.) | Drita            |
| La Fiorita       | 0–2        | Lincoln Red Imps |
| Döntő            |            |                  |
| Lincoln Red Imps | 1–4 (h.u.) | Drita            |

### Előselejtező, elődöntők
| 2018. június 26. 17:30 |

| FC Santa Coloma | 0–2 (h. u.)                 | Drita                                  |
| --------------- | --------------------------- | -------------------------------------- |
|                 | (0–0, 0–0, 0–2) Jegyzőkönyv | Shabani 99' Gërbeshi 105+3' (11-esből) |

| Victoria Stadion, Gibraltár Játékvezető: Paul Mclaughlin (ír) |

| 2018. június 26. 21:00 |

| La Fiorita | 0–2               | Lincoln Red Imps        |
| ---------- | ----------------- | ----------------------- |
|            | (0–1) Jegyzőkönyv | Hernandez 2' Moreno 51' |

| Victoria Stadion, Gibraltár Játékvezető: Jørgen Burchardt (dán) |

### Előselejtező, döntő
| 2018. június 29. 20:30 |

| Lincoln Red Imps | 1–4 (h. u.)                 | Drita                                                           |
| ---------------- | --------------------------- | --------------------------------------------------------------- |
| P. Corral 61'    | (1–1, 1–1, 1–2) Jegyzőkönyv | L. Leci 2' 105+3' (11-esből) Xh. Shabani 120' H. Neziraj 120+4' |

| Victoria Stadion, Gibraltár Játékvezető: Manfredas Lukjancukas (litván) |

## 1. selejtezőkör
Az 1. selejtezőkör sorsolását 2018. június 19-én, 12 órakor tartották.

### 1. selejtezőkör, kiemelés
Az 1. selejtezőkörben 32 csapat vett részt. 31 csapat lépett be ebben a körben és 1 továbbjutó volt az előselejtezőből. A csapatokat három csoportra osztották. Két csoportba 10 csapat, egy csoportba 12 csapat került.
- T: Az előselejtezőkörből továbbjutott csapat, a sorsoláskor nem volt ismert.

| 1. csoport                                                       | 1. csoport                                                                                 | 2. csoport                                                        | 2. csoport                                                  | 3. csoport                                                                          | 3. csoport                                                                                      |
| Kiemelt                                                          | Nem kiemelt                                                                                | Kiemelt                                                           | Nem kiemelt                                                 | Kiemelt                                                                             | Nem kiemelt                                                                                     |
| ---------------------------------------------------------------- | ------------------------------------------------------------------------------------------ | ----------------------------------------------------------------- | ----------------------------------------------------------- | ----------------------------------------------------------------------------------- | ----------------------------------------------------------------------------------------------- |
| - APÓEL - Qarabağ - Sheriff Tiraspol - The New Saints - MOL Vidi | - FK Skendija - F91 Dudelange - Olimpija Ljubljana - Sūduva Marijampolė - Torpedo Kutaiszi | - Ludogorec Razgrad - Legia Warszawa - Malmö FF - Rosenborg - HJK | - Víkingur Gøta - Crusaders - Drita (T) - Cork City - Valur | - Celtic - Asztana FK - Crvena zvezda - Hapóél Beér-Seva - Kukësi - Zrinjski Mostar | - Spartak Trnava - Valletta FC - Alashkert - Sutjeska Nikšić - Spartaks Jūrmala - Flora Tallinn |

### 1. selejtezőkör, párosítások
| 1. csapat          | Össz.Tooltip Aggregate score | 2. csapat        | 1. mérk. | 2. mérk. |
| ------------------ | ---------------------------- | ---------------- | -------- | -------- |
| Torpedo Kutaiszi   | 2–4                          | Sheriff Tiraspol | 2–1      | 0–3      |
| FK Skendija        | 5–4                          | The New Saints   | 5–0      | 0–4      |
| Sūduva Marijampolė | 3–2                          | APÓEL            | 3–1      | 0–1      |
| Olimpija Ljubljana | 0–1                          | Qarabağ          | 0–1      | 0–0      |
| F91 Dudelange      | 2–3                          | MOL Vidi         | 1–1      | 1–2      |
| Drita              | 0–5                          | Malmö FF         | 0–3      | 0–2      |
| Víkingur Gøta      | 2–5                          | HJK              | 1–2      | 1–3      |
| Ludogorec Razgrad  | 9–0                          | Crusaders        | 7–0      | 2–0      |
| Cork City          | 0–4                          | Legia Warszawa   | 0–1      | 0–3      |
| Valur              | 2–3                          | Rosenborg        | 1–0      | 1–3      |
| Kukësi             | 1–1 (i.g.)                   | Valletta FC      | 0–0      | 1–1      |
| Flora Tallinn      | 2–7                          | Hapóél Beér-Seva | 1–4      | 1–3      |
| Spartaks Jūrmala   | 0–2                          | Crvena zvezda    | 0–0      | 0–2      |
| Alashkert          | 0–6                          | Celtic           | 0–3      | 0–3      |
| Spartak Trnava     | 2–1                          | Zrinjski Mostar  | 1–0      | 1–1      |
| Asztana FK         | 3–0                          | Sutjeska Nikšić  | 1–0      | 2–0      |

1. ↑  A sorsoláshoz képest a pályaválasztói jogot felcserélték.

### 1. selejtezőkör, mérkőzések
| 2018. július 10. 17:30 (19:30 GET) |

| Torpedo Kutaiszi                       | 2–1               | Sheriff Tiraspol |
| -------------------------------------- | ----------------- | ---------------- |
| Kimadze 24' Kukhianidze 64' (11-esből) | (1–1) Jegyzőkönyv | Badibanga 14'    |

| Ramaz Shengelia Stadium, Kutaiszi Játékvezető: Aleksandrs Golubevs (lett) |

| 2018. július 18. 19:00 (20:00 EEST) |

| Sheriff Tiraspol               | 3–0               | Torpedo Kutaiszi |
| ------------------------------ | ----------------- | ---------------- |
| Badibanga 9' Jô Santos 40' 55' | (2–0) Jegyzőkönyv |                  |

| Sheriff Stadion, Tiraspol Játékvezető: Peter Kjærsgaard-Andersen (dán) |

| 2018. július 10. 20:15 |

| FK Skendija                       | 5–0               | The New Saints |
| --------------------------------- | ----------------- | -------------- |
| Emini 16' Ibraimi 38' 53' 60' 66' | (2–0) Jegyzőkönyv |                |

| Philip II Arena, Szkopje Játékvezető: Timotheos Christofi (ciprusi) |

| 2018. július 17. 20:00 (19:00 BST) |

| The New Saints                               | 4–0               | FK Skendija |
| -------------------------------------------- | ----------------- | ----------- |
| Ebbe 15' Redmond 30' Cabango 35' Byrne 90+6' | (3–0) Jegyzőkönyv |             |

| Park Hall, Oswestry Játékvezető: Pavel Orel (cseh) |

| 2018. július 11. 18:00 (19:00 EEST) |

| Sūduva Marijampolė | 3–1               | APÓEL         |
| ------------------ | ----------------- | ------------- |
| Cicilia 9' 13' 19' | (3–0) Jegyzőkönyv | Martins 90+4' |

| Sūduva stadion, Marijampolė Játékvezető: Fedayi San (svájci) |

| 2018. július 17. 19:00 (20:00 EEST) |

| APÓEL    | 1–0               | Sūduva Marijampolė |
| -------- | ----------------- | ------------------ |
| Poté 20' | (1–0) Jegyzőkönyv |                    |

| GSZP Stadion, Nicosia Játékvezető: Glenn Nyberg (svéd) |

| 2018. július 11. 20:00 |

| Olimpija Ljubljana | 0–1               | Qarabağ      |
| ------------------ | ----------------- | ------------ |
|                    | (0–0) Jegyzőkönyv | Guerrier 79' |

| Stožice Stadion, Ljubljana Játékvezető: Lawrence Visser (belga) |

| 2018. július 18. 19:00 (21:00 AZT) |

| Qarabağ | 0–0         | Olimpija Ljubljana |
| ------- | ----------- | ------------------ |
|         | Jegyzőkönyv |                    |

| Tofik Bahramov Stadion, Baku Játékvezető: Erez Papir (izraeli) |

| 2018. július 10. 18:00 |

| F91 Dudelange | 1–1                         | MOL Vidi   |
| ------------- | --------------------------- | ---------- |
| Mélisse 58'   | (0–1) Jegyzőkönyv Részletek | Huszti 42' |

| Stade Jos Nosbaum, Dudelange Játékvezető: Zaven Hovhannisyan (örmény) |

| 2018. július 17. 20:15 |

| MOL Vidi                 | 2–1                         | F91 Dudelange |
| ------------------------ | --------------------------- | ------------- |
| Lazović 18' Šćepović 58' | (1–0) Jegyzőkönyv Részletek | Clément 54'   |

| Pancho Aréna, Felcsút Játékvezető: Donald Robertson (skót) |

| 2018. július 10. 20:45 |

| Drita | 0–3               | Malmö FF                                    |
| ----- | ----------------- | ------------------------------------------- |
|       | (0–2) Jegyzőkönyv | Strandberg 13' Traustason 39' Rosenberg 82' |

| Olympic Stadium Adem Jashari, Mitrovica Játékvezető: Boris Marhefka (szlovák) |

| 2018. július 17. 19:00 |

| Malmö FF                   | 2–0               | Drita |
| -------------------------- | ----------------- | ----- |
| Strandberg 55' Larsson 60' | (0–0) Jegyzőkönyv |       |

| Stadion, Malmö Játékvezető: Laurent Kopriwa (luxemburgi) |

| 2018. július 10. 20:00 (19:00 WEST) |

| Víkingur Gøta    | 1–2               | HJK                                |
| ---------------- | ----------------- | ---------------------------------- |
| G. Vatnhamar 51' | (0–2) Jegyzőkönyv | Dahlström 9' Gregersen 29' (öngól) |

| Svangaskarð, Toftir Játékvezető: Robert Hennessy (ír) |

| 2018. július 17. 18:00 (19:00 EEST) |

| HJK                               | 3–1               | Víkingur Gøta    |
| --------------------------------- | ----------------- | ---------------- |
| Klauss 1' Mensah 10' Yaghoubi 19' | (3–1) Jegyzőkönyv | G. Vatnhamar 21' |

| Telia 5G -areena, Helsinki Játékvezető: Duje Strukan (horvát) |

| 2018. július 11. 19:00 (20:00 EEST) |

| Ludogorec Razgrad                                                     | 7–0               | Crusaders |
| --------------------------------------------------------------------- | ----------------- | --------- |
| Marcelinho 25' 66' Brown 40' (öngól) Keșerü 53' Świerczok 73' 78' 80' | (2–0) Jegyzőkönyv |           |

| Ludogorets Arena, Razgrad Játékvezető: Dumitri Muntean (moldáv) |

| 2018. július 17. 21:00 (20:00 BST) |

| Crusaders | 0–2               | Ludogorec Razgrad               |
| --------- | ----------------- | ------------------------------- |
|           | (0–1) Jegyzőkönyv | Brown 11' (öngól) Świerczok 65' |

| Seaview, Belfast Játékvezető: Roomer Tarajev (észt) |

| 2018. július 10. 20:45 (19:45 IST) |

| Cork City | 0–1               | Legia Warszawa |
| --------- | ----------------- | -------------- |
|           | (0–0) Jegyzőkönyv | Kucharczyk 79' |

| Turners Cross, Cork Játékvezető: Radu Petrescu (román) |

| 2018. július 17. 20:45 |

| Legia Warszawa                                | 3–0               | Cork City |
| --------------------------------------------- | ----------------- | --------- |
| Kanté 28' Radović 73' (11-esből) Carlitos 89' | (1–0) Jegyzőkönyv |           |

| Lengyel Hadsereg Stadion, Varsó Játékvezető: Kai Erik Steen (norvég) |

| 2018. július 11. 22:00 (21:00 WET) |

| Valur              | 1–0               | Rosenborg |
| ------------------ | ----------------- | --------- |
| Sigurbjörnsson 84' | (0–0) Jegyzőkönyv |           |

| Hlíðarendi, Reykjavík Játékvezető: Rade Obrenovic (szlovén) |

| 2018. július 18. 19:45 |

| Rosenborg                                             | 3–1               | Valur                     |
| ----------------------------------------------------- | ----------------- | ------------------------- |
| Bendtner 55' (11-esből) 90+4' (11-esből) Trondsen 72' | (0–0) Jegyzőkönyv | Sigurðsson 85' (11-esből) |

| Lerkendal Stadion, Trondheim Játékvezető: Stefan Apostolov (bolgár) |

| 2018. július 11. 19:00 |

| Kukësi | 0–0         | Valletta FC |
| ------ | ----------- | ----------- |
|        | Jegyzőkönyv |             |

| Loro Boriçi Stadium, Shkodër Játékvezető: Thoroddur Hjaltalin (izlandi) |

| 2018. július 17. 20:00 |

| Valletta FC  | 1–1               | Kukësi     |
| ------------ | ----------------- | ---------- |
| Santiago 67' | (0–0) Jegyzőkönyv | Dzaria 84' |

| Centenary Stadium, Ta’ Qali Játékvezető: Igor Pajač (horvát) |

| 2018. július 10. 17:30 (18:30 EEST) |

| Flora Tallinn           | 1–4               | Hapóél Beér-Seva                                   |
| ----------------------- | ----------------- | -------------------------------------------------- |
| Sappinen 73' (11-esből) | (0–2) Jegyzőkönyv | Sahar 18' Tzedek 36' (11-esből) Maman 53' Ezra 85' |

| A. Le Coq Arena, Tallinn Játékvezető: Erik Lambrechts (belga) |

| 2018. július 17. 19:00 (20:00 IDT) |

| Hapóél Beér-Seva                | 3–1               | Flora Tallinn |
| ------------------------------- | ----------------- | ------------- |
| Ezra 15' Maman 27' Melikson 48' | (2–0) Jegyzőkönyv | Alliku 86'    |

| Turner Stadion, Beérseva Játékvezető: Tomasz Musiał (lengyel) |

| 2018. július 11. 18:00 (19:00 EEST) |

| Spartaks Jūrmala | 0–0         | Crvena zvezda |
| ---------------- | ----------- | ------------- |
|                  | Jegyzőkönyv |               |

| Skonto stadion, Riga Játékvezető: Mikola Balakin (ukrán) |

| 2018. július 17. 20:30 |

| Crvena zvezda                  | 2–0               | Spartaks Jūrmala |
| ------------------------------ | ----------------- | ---------------- |
| Ben Nabouhane 78' Krstičić 81' | (0–0) Jegyzőkönyv |                  |

| Rajko Mitić Stadion, Belgrád Játékvezető: Alper Ulusoy (török) |

| 2018. július 10. 18:00 (20:00 AMT) |

| Alashkert | 0–3               | Celtic                                 |
| --------- | ----------------- | -------------------------------------- |
|           | (0–1) Jegyzőkönyv | Édouard 45+2' Forrest 81' McGregor 90' |

| Vazgen Sargsyan Republican Stadium, Jereván Játékvezető: Danilo Grujić (szerb) |

| 2018. július 18. 20:45 (19:45 BST) |

| Celtic                                | 3–0               | Alashkert |
| ------------------------------------- | ----------------- | --------- |
| Dembélé 8' 19' (11-esből) Forrest 35' | (3–0) Jegyzőkönyv |           |

| Celtic Park, Glasgow Játékvezető: Horațiu Feșnic (román) |

| 2018. július 11. 18:00 |

| Spartak Trnava | 1–0               | Zrinjski Mostar |
| -------------- | ----------------- | --------------- |
| Jirka 79'      | (0–0) Jegyzőkönyv |                 |

| Štadión Antona Malatinského, Trnava Játékvezető: Denis Scherbakov (fehérorosz) |

| 2018. július 18. 19:00 |

| Zrinjski Mostar | 1–1               | Spartak Trnava |
| --------------- | ----------------- | -------------- |
| Todorović 58'   | (0–1) Jegyzőkönyv | Godál 15'      |

| Stadion pod Bijelim Brijegom, Mostar Játékvezető: Julian Weinberger (osztrák) |

| 2018. július 11. 16:00 (20:00 KZT) |

| Asztana FK                   | 1–0               | Sutjeska Nikšić |
| ---------------------------- | ----------------- | --------------- |
| R. Murtazayev 29' (11-esből) | (1–0) Jegyzőkönyv |                 |

| Asztana Aréna, Asztana Játékvezető: Karakó Ferenc (magyar) |

| 2018. július 18. 20:00 |

| Sutjeska Nikšić | 0–2               | Asztana FK                  |
| --------------- | ----------------- | --------------------------- |
|                 | (0–1) Jegyzőkönyv | Despotović 38' Muzhikov 65' |

| Stadion kraj Bistrice, Nikšić Játékvezető: João Pinheiro (portugál) |

## 2. selejtezőkör
A 2. selejtezőkör sorsolását 2018. június 19-én, 14 órakor tartották.

### 2. selejtezőkör, kiemelés
A 2. selejtezőkörben összesen 24 csapat vett részt, kettéosztva a bajnoki ágon és a nem bajnoki ágon. 
- Bajnoki ág: 4 csapat lépett be ebben a körben és 16 továbbjutó volt az 1. selejtezőkörből. A csapatokat két csoportra osztották.
- Nem bajnoki ág: 4 csapat lépett be ebben a körben.
- T: Az 1. selejtezőkörből továbbjutott csapat, a sorsoláskor nem volt ismert.
- A dőlt betűvel írt csapatok az előselejtezőkörben egy magasabb együtthatóval rendelkező csapat ellen győztek, és az ellenfél együtthatóját hozták magukkal.

| Bajnoki ág                                                                            | Bajnoki ág                                                                     | Bajnoki ág                                                                                        | Bajnoki ág                                                                           | Nem bajnoki ág    | Nem bajnoki ág      |
| 1. csoport                                                                            | 1. csoport                                                                     | 2. csoport                                                                                        | 2. csoport                                                                           | Nem bajnoki ág    | Nem bajnoki ág      |
| Kiemelt                                                                               | Nem kiemelt                                                                    | Kiemelt                                                                                           | Nem kiemelt                                                                          | Kiemelt           | Nem kiemelt         |
| ------------------------------------------------------------------------------------- | ------------------------------------------------------------------------------ | ------------------------------------------------------------------------------------------------- | ------------------------------------------------------------------------------------ | ----------------- | ------------------- |
| - Ludogorec Razgrad (T) - Asztana FK (T) - Qarabağ (T) - Dinamo Zagreb - Malmö FF (T) | - FC Midtjylland - Hapóél Beér-Seva (T) - MOL Vidi (T) - Kukësi (T) - CFR Cluj | - Celtic (T) - Sūduva Marijampolė (T) - Legia Warszawa (T) - BATE Bariszav - Sheriff Tiraspol (T) | - Crvena zvezda (T) - Rosenborg (T) - HJK (T) - FK Skendija (T) - Spartak Trnava (T) | - FC Basel - Ajax | - PAÓK - Sturm Graz |

### 2. selejtezőkör, párosítások
| 1. csapat         | Össz.Tooltip Aggregate score | 2. csapat          | 1. mérk. | 2. mérk. |
| ----------------- | ---------------------------- | ------------------ | -------- | -------- |
| Bajnoki ág        |                              |                    |          |          |
| Asztana FK        | 2–1                          | FC Midtjylland     | 2–1      | 0–0      |
| Ludogorec Razgrad | 0–1                          | MOL Vidi           | 0–0      | 0–1      |
| Kukësi            | 0–3                          | Qarabağ            | 0–0      | 0–3      |
| CFR Cluj          | 1–2                          | Malmö FF           | 0–1      | 1–1      |
| Dinamo Zagreb     | 7–2                          | Hapóél Beér-Seva   | 5–0      | 2–2      |
| Crvena zvezda     | 5–0                          | Sūduva Marijampolė | 3–0      | 2–0      |
| BATE Bariszav     | 2–1                          | HJK                | 0–0      | 2–1      |
| FK Skendija       | 1–0                          | Sheriff Tiraspol   | 1–0      | 0–0      |
| Legia Warszawa    | 1–2                          | Spartak Trnava     | 0–2      | 1–0      |
| Celtic            | 3–1                          | Rosenborg          | 3–1      | 0–0      |
| Nem bajnoki ág    |                              |                    |          |          |
| PAÓK              | 5–1                          | FC Basel           | 2–1      | 3–0      |
| Ajax              | 5–1                          | Sturm Graz         | 2–0      | 3–1      |

### 2. selejtezőkör, mérkőzések
| 2018. július 24. 16:00 (20:00 ALMT) |

| Asztana FK             | 2–1               | FC Midtjylland |
| ---------------------- | ----------------- | -------------- |
| Kleinheisler 31' 90+4' | (1–0) Jegyzőkönyv | Wikheim 51'    |

| Asztana Aréna, Asztana Játékvezető: Radu Petrescu (román) |

| 2018. augusztus 1. 19:00 |

| FC Midtjylland | 0–0         | Asztana FK |
| -------------- | ----------- | ---------- |
|                | Jegyzőkönyv |            |

| MCH Arena, Herning Játékvezető: Juan Martínez Munuera (spanyol) |

| 2018. július 25. 19:00 (20:00 EEST) |

| Ludogorec Razgrad | 0–0                   | MOL Vidi |
| ----------------- | --------------------- | -------- |
|                   | Jegyzőkönyv Részletek |          |

| Ludogorets Arena, Razgrad Játékvezető: Bojan Pandžić (svéd) |

| 2018. augusztus 1. 20:00 |

| MOL Vidi   | 1–0                         | Ludogorec Razgrad |
| ---------- | --------------------------- | ----------------- |
| Hadžić 45' | (1–0) Jegyzőkönyv Részletek |                   |

| Pancho Aréna, Felcsút Játékvezető: Manuel Schüttengruber (osztrák) |

| 2018. július 25. 19:00 |

| Kukësi | 0–0         | Qarabağ |
| ------ | ----------- | ------- |
|        | Jegyzőkönyv |         |

| Loro Boriçi Stadium, Shkodër Játékvezető: Ola Hobber Nilsen (norvég) |

| 2018. augusztus 1. 19:00 (21:00 AZT) |

| Qarabağ                                            | 3–0               | Kukësi |
| -------------------------------------------------- | ----------------- | ------ |
| Quintana 24' (11-esből) 57' (11-esből) Delarge 89' | (1–0) Jegyzőkönyv |        |

| Tofik Bahramov Stadion, Baku Játékvezető: Peter Kráľovič (szlovák) |

| 2018. július 24. 18:00 (19:00 EEST) |

| CFR Cluj | 0–1               | Malmö FF       |
| -------- | ----------------- | -------------- |
|          | (0–1) Jegyzőkönyv | Strandberg 45' |

| Stadionul Dr. Constantin Rădulescu, Kolozsvár Játékvezető: Nikola Dabanović (montenegrói) |

| 2018. augusztus 1. 19:00 |

| Malmö FF       | 1–1               | CFR Cluj     |
| -------------- | ----------------- | ------------ |
| Traustason 55' | (0–1) Jegyzőkönyv | Djoković 36' |

| Swedbank Stadion, Malmö Játékvezető: Andrew Dallas (skót) |

| 2018. július 24. 20:00 |

| Dinamo Zagreb                                      | 5–0               | Hapóél Beér-Seva |
| -------------------------------------------------- | ----------------- | ---------------- |
| I. Hajrović 22' Oršić 28' Ademi 51' 62' Hodžić 82' | (2–0) Jegyzőkönyv |                  |

| Maksimir Stadion, Zágráb Játékvezető: Ali Palabıyık (török) |

| 2018. július 31. 19:00 (20:00 IDT) |

| Hapóél Beér-Seva               | 2–2               | Dinamo Zagreb          |
| ------------------------------ | ----------------- | ---------------------- |
| Ogu 14' Stojanović 34' (öngól) | (2–0) Jegyzőkönyv | Budim 49' Hajrović 54' |

| Turner Stadion, Beérseva Játékvezető: François Letexier (francia) |

| 2018. július 24. 20:30 |

| Crvena zvezda                 | 3–0               | Sūduva Marijampolė |
| ----------------------------- | ----------------- | ------------------ |
| Ebecilio 23' Radonjić 35' 58' | (2–0) Jegyzőkönyv |                    |

| Rajko Mitić Stadion, Belgrád Játékvezető: Bastian Dankert (német) |

| 2018. augusztus 1. 19:30 (20:30 EEST) |

| Sūduva Marijampolė | 0–2               | Crvena zvezda             |
| ------------------ | ----------------- | ------------------------- |
|                    | (0–2) Jegyzőkönyv | Nabouhane 8' Radonjić 38' |

| Sūduva stadion, Marijampolė Játékvezető: Tiago Martins (portugál) |

| 2018. július 25. 19:00 (20:00 FET) |

| BATE Bariszav | 0–0         | HJK |
| ------------- | ----------- | --- |
|               | Jegyzőkönyv |     |

| Borisov Arena, Bariszav Játékvezető: Marco Di Bello (olasz) |

| 2018. augusztus 1. 18:00 (19:00 EEST) |

| HJK          | 1–2               | BATE Bariszav                     |
| ------------ | ----------------- | --------------------------------- |
| Yaghoubi 28' | (1–2) Jegyzőkönyv | Rafinha 20' (öngól) Stasevich 24' |

| Telia 5G -areena, Helsinki Játékvezető: Jonathan Lardot (belga) |

| 2018. július 24. 20:15 |

| FK Skendija | 1–0               | Sheriff Tiraspol |
| ----------- | ----------------- | ---------------- |
| Ibraimi 24' | (1–0) Jegyzőkönyv |                  |

| Philip II Arena, Szkopje Játékvezető: Mads-Kristoffer Kristoffersen (dán) |

| 2018. július 31. 19:00 (20:00 EEST) |

| Sheriff Tiraspol | 0–0         | FK Skendija |
| ---------------- | ----------- | ----------- |
|                  | Jegyzőkönyv |             |

| Sheriff Stadion, Tiraspol Játékvezető: Ville Nevalainen (finn) |

| 2018. július 24. 21:00 |

| Legia Warszawa | 0–2               | Spartak Trnava           |
| -------------- | ----------------- | ------------------------ |
|                | (0–1) Jegyzőkönyv | Grendel 16' Vlasko 90+3' |

| Lengyel Hadsereg Stadion, Varsó Játékvezető: Farkas Ádám (magyar) |

| 2018. július 31. 20:30 |

| Spartak Trnava | 0–1               | Legia Warszawa |
| -------------- | ----------------- | -------------- |
|                | (0–0) Jegyzőkönyv | Astiz 63'      |

| Štadión Antona Malatinského, Trnava Játékvezető: Roi Reinshreiber (izraeli) |

| 2018. július 25. 20:45 (19:45 BST) |

| Celtic                     | 3–1               | Rosenborg  |
| -------------------------- | ----------------- | ---------- |
| Édouard 43' 75' Ntcham 46' | (1–1) Jegyzőkönyv | Meling 16' |

| Celtic Park, Glasgow Játékvezető: Bart Vertenten (belga) |

| 2018. augusztus 1. 20:45 |

| Rosenborg | 0–0         | Celtic |
| --------- | ----------- | ------ |
|           | Jegyzőkönyv |        |

| Lerkendal Stadion, Trondheim Játékvezető: Sandro Schärer (svájci) |

| 2018. július 24. 19:30 (20:30 EEST) |

| PAÓK                   | 2–1               | FC Basel  |
| ---------------------- | ----------------- | --------- |
| Cañas 32' Prijović 80' | (1–0) Jegyzőkönyv | Ajeti 82' |

| Túmbasz Stadion, Szaloniki Játékvezető: Bobby Madley (angol) |

| 2018. augusztus 1. 20:00 |

| FC Basel | 0–3               | PAÓK                                   |
| -------- | ----------------- | -------------------------------------- |
|          | (0–1) Jegyzőkönyv | Varela 7' Prijović 52' El Kaddouri 60' |

| St. Jakob-Park, Bázel Játékvezető: Paolo Valeri (olasz) |

| 2018. július 25. 20:30 |

| Ajax                 | 2–0               | Sturm Graz |
| -------------------- | ----------------- | ---------- |
| Zíjes 15' Schöne 57' | (1–0) Jegyzőkönyv |            |

| Amsterdam ArenA, Amszterdam Játékvezető: Alejandro Hernández Hernández (spanyol) |

| 2018. augusztus 1. 20:30 |

| Sturm Graz        | 1–3               | Ajax                        |
| ----------------- | ----------------- | --------------------------- |
| Onana 89' (öngól) | (0–1) Jegyzőkönyv | Huntelaar 39' 77' Tadić 48' |

| Liebenauer Stadium, Graz Játékvezető: Bartosz Frankowski (lengyel) |

## 3. selejtezőkör
A 3. selejtezőkör sorsolását 2018. július 23-án, 12 órakor tartották.

### 3. selejtezőkör, kiemelés
A 3. selejtezőkörben összesen 20 csapat vett részt, kettéosztva a bajnoki ágon és a nem bajnoki ágon. 
- Bajnoki ág: 2 csapat lépett be ebben a körben és 10 továbbjutó volt a 2. selejtezőkörből.
- Nem bajnoki ág: 6 csapat lépett be ebben a körben és 2 továbbjutó volt a 2. selejtezőkörből.
- T: A 2. selejtezőkörből továbbjutott csapat, a sorsoláskor nem volt ismert.
- A dőlt betűvel írt csapatok a 2. selejtezőkörben egy magasabb együtthatóval rendelkező csapat ellen győztek, és az ellenfél együtthatóját hozták magukkal.

| Bajnoki ág                                                                                          | Bajnoki ág                                                                                         | Nem bajnoki ág                             | Nem bajnoki ág                                                        |
| Kiemelt                                                                                             | Nem kiemelt                                                                                        | Kiemelt                                    | Nem kiemelt                                                           |
| --------------------------------------------------------------------------------------------------- | -------------------------------------------------------------------------------------------------- | ------------------------------------------ | --------------------------------------------------------------------- |
| - Red Bull Salzburg - MOL Vidi (T) - Celtic (T) - Spartak Trnava (T) - Asztana FK (T) - Qarabağ (T) | - BATE Bariszav (T) - Dinamo Zagreb (T) - FK Skendija (T) - Malmö FF (T) - Crvena zvezda (T) - AÉK | - Benfica - PAÓK (T) - Dinamo Kijiv - Ajax | - Fenerbahçe SK - Szpartak Moszkva - Standard de Liège - Slavia Praha |

### 3. selejtezőkör, párosítások
| 1. csapat         | Össz.Tooltip Aggregate score | 2. csapat        | 1. mérk. | 2. mérk.   |
| ----------------- | ---------------------------- | ---------------- | -------- | ---------- |
| Bajnoki ág        |                              |                  |          |            |
| Celtic            | 2–3                          | AÉK              | 1–1      | 1–2        |
| Red Bull Salzburg | 4–0                          | FK Skendija      | 3–0      | 1–0        |
| Crvena zvezda     | 3–2                          | Spartak Trnava   | 1–1      | 2–1 (h.u.) |
| Qarabağ           | 1–2                          | BATE Bariszav    | 0–1      | 1–1        |
| Asztana FK        | 0–3                          | Dinamo Zagreb    | 0–2      | 0–1        |
| Malmö FF          | 1–1 (i.g.)                   | MOL Vidi         | 1–1      | 0–0        |
| Nem bajnoki ág    |                              |                  |          |            |
| Standard de Liège | 2–5                          | Ajax             | 2–2      | 0–3        |
| Benfica           | 2–1                          | Fenerbahçe SK    | 1–0      | 1–1        |
| Slavia Praha      | 1–3                          | Dinamo Kijiv     | 1–1      | 0–2        |
| PAÓK              | 3–2                          | Szpartak Moszkva | 3–2      | 0–0        |

### 3. selejtezőkör, mérkőzések
| 2018. augusztus 8. 20:45 (19:45 BST) |

| Celtic       | 1–1               | AÉK            |
| ------------ | ----------------- | -------------- |
| McGregor 17' | (1–1) Jegyzőkönyv | Klonaridis 44' |

| Celtic Park, Glasgow Játékvezető: Luca Banti (olasz) |

| 2018. augusztus 14. 20:00 (21:00 EEST) |

| AÉK                | 2–1               | Celtic       |
| ------------------ | ----------------- | ------------ |
| Galo 6' Livaja 50' | (1–0) Jegyzőkönyv | Sinclair 78' |

| Olimpiai Stadion, Athén Játékvezető: Vladislav Bezborodov (orosz) |

| 2018. augusztus 8. 19:00 |

| Red Bull Salzburg                                     | 3–0               | FK Skendija |
| ----------------------------------------------------- | ----------------- | ----------- |
| Dabour 16' (11-esből) 45+3' Samassékou 81' (11-esből) | (2–0) Jegyzőkönyv |             |

| Red Bull Arena, Wals-Siezenheim Játékvezető: Aliyar Aghayev (azeri) |

| 2018. augusztus 14. 20:15 |

| FK Skendija | 0–1               | Red Bull Salzburg |
| ----------- | ----------------- | ----------------- |
|             | (0–0) Jegyzőkönyv | Minamino 90+2'    |

| Philip II Arena, Szkopje Játékvezető: Bognár Tamás (magyar) |

| 2018. augusztus 7. 20:30 |

| Crvena zvezda      | 1–1               | Spartak Trnava |
| ------------------ | ----------------- | -------------- |
| Ben 23' (11-esből) | (1–1) Jegyzőkönyv | Grendel 25'    |

| Rajko Mitić Stadion, Belgrád Játékvezető: Carlos del Cerro Grande (spanyol) |

| 2018. augusztus 14. 20:30 |

| Spartak Trnava | 1–2 (h. u.)                 | Crvena zvezda                 |
| -------------- | --------------------------- | ----------------------------- |
| Bakoš 6'       | (1–1, 1–1, 1–2) Jegyzőkönyv | Ben Nabouhane 7' Radonjić 98' |

| Štadión Antona Malatinského, Trnava Játékvezető: Serdar Gözübüyük (holland) |

| 2018. augusztus 7. 19:00 (21:00 AZT) |

| Qarabağ | 0–1               | BATE Bariszav |
| ------- | ----------------- | ------------- |
|         | (0–1) Jegyzőkönyv | Drahun 36'    |

| Tofik Bahramov Stadion, Baku Játékvezető: Andreas Ekberg (svéd) |

| 2018. augusztus 14. 19:00 (20:00 FET) |

| BATE Bariszav | 1–1               | Qarabağ    |
| ------------- | ----------------- | ---------- |
| Ivanić 20'    | (1–0) Jegyzőkönyv | Míchel 54' |

| Borisov Arena, Bariszav Játékvezető: Andris Treimanis (lett) |

| 2018. augusztus 7. 16:00 (20:00 ALMT) |

| Asztana FK | 0–2               | Dinamo Zagreb        |
| ---------- | ----------------- | -------------------- |
|            | (0–1) Jegyzőkönyv | Budimir 39' Olmo 84' |

| Asztana Aréna, Asztana Játékvezető: John Beaton (skót) |

| 2018. augusztus 14. 20:00 |

| Dinamo Zagreb  | 1–0               | Asztana FK |
| -------------- | ----------------- | ---------- |
| Gavranović 74' | (0–0) Jegyzőkönyv |            |

| Maksimir Stadion, Zágráb Játékvezető: Gediminas Mažeika (litván) |

| 2018. augusztus 7. 19:15 |

| Malmö FF         | 1–1                         | MOL Vidi |
| ---------------- | --------------------------- | -------- |
| Christiansen 62' | (0–0) Jegyzőkönyv Részletek | Nego 71' |

| Swedbank Stadion, Malmö Játékvezető: Matej Jug (szlovén) |

| 2018. augusztus 14. 20:00 |

| MOL Vidi | 0–0                   | Malmö FF |
| -------- | --------------------- | -------- |
|          | Jegyzőkönyv Részletek |          |

| Pancho Aréna, Felcsút Játékvezető: Xavier Estrada Fernández (spanyol) |

| 2018. augusztus 7. 20:00 |

| Standard de Liège                           | 2–2               | Ajax                    |
| ------------------------------------------- | ----------------- | ----------------------- |
| Carcela-González 67' Emond 90+4' (11-esből) | (0–2) Jegyzőkönyv | Huntelaar 19' Tadić 34' |

| Stade Maurice Dufrasne, Liège Játékvezető: Tobias Stieler (német) |

| 2018. augusztus 14. 20:30 |

| Ajax                                | 3–0               | Standard de Liège |
| ----------------------------------- | ----------------- | ----------------- |
| Huntelaar 30' De Ligt 34' Neres 46' | (2–0) Jegyzőkönyv |                   |

| Johan Cruijff Arena, Amszterdam Játékvezető: Ivan Kružliak (szlovák) |

| 2018. augusztus 7. 21:00 (20:00 WEST) |

| Benfica   | 1–0               | Fenerbahçe SK |
| --------- | ----------------- | ------------- |
| Cervi 69' | (0–0) Jegyzőkönyv |               |

| Estádio da Luz, Lisszabon Játékvezető: Aleksei Kulbakov (fehérorosz) |

| 2018. augusztus 14. 20:00 (21:00 TRT) |

| Fenerbahçe SK | 1–1               | Benfica       |
| ------------- | ----------------- | ------------- |
| Potuk 45+1'   | (1–1) Jegyzőkönyv | Fernandes 26' |

| Şükrü Saracoğlu Stadion, Isztambul Játékvezető: Slavko Vinčić (szlovén) |

| 2018. augusztus 7. 19:30 |

| Slavia Praha              | 1–1               | Dinamo Kijiv |
| ------------------------- | ----------------- | ------------ |
| Hušbauer 90+5' (11-esből) | (0–0) Jegyzőkönyv | Verbič 82'   |

| Eden Aréna, Prága Játékvezető: Craig Pawson (angol) |

| 2018. augusztus 14. 18:30 (19:30 EEST) |

| Dinamo Kijiv            | 2–0               | Slavia Praha |
| ----------------------- | ----------------- | ------------ |
| Verbič 11' Besyedin 74' | (1–0) Jegyzőkönyv |              |

| Olimpiai Stadion, Kijev Játékvezető: Daniel Stefański (lengyel) |

| 2018. augusztus 8. 19:00 (20:00 EEST) |

| PAÓK                                           | 3–2               | Szpartak Moszkva    |
| ---------------------------------------------- | ----------------- | ------------------- |
| Prijović 29' (11-esből) Limnios 37' Pelkas 44' | (3–2) Jegyzőkönyv | Popov 7' Promes 17' |

| Túmbasz Stadion, Szaloniki Játékvezető: Orel Grinfeld (izraeli) |

| 2018. augusztus 14. 19:30 (20:30 MSK) |

| Szpartak Moszkva | 0–0         | PAÓK |
| ---------------- | ----------- | ---- |
|                  | Jegyzőkönyv |      |

| Otkrityije Aréna, Moszkva Játékvezető: Ruddy Buquet (francia) |

## Rájátszás
A rájátszás sorsolását 2018. augusztus 6-án, 12 órakor tartották.

### Rájátszás, kiemelés
A rájátszásban összesen 12 csapat vett részt, kettéosztva a bajnoki ágon és a nem bajnoki ágon. 
- Bajnoki ág: 2 csapat lépett be ebben a körben és 6 továbbjutó volt a 3. selejtezőkörből.
- Nem bajnoki ág: 4 továbbjutó volt a 3. selejtezőkörből. Az ukrán és orosz csapatok nem kerülhettek párba, az UEFA még a sorsolás előtt különválasztotta a csapatokat két párosításba.
- T: A 3. selejtezőkörből továbbjutott csapat, a sorsoláskor nem volt ismert.
- A dőlt betűvel írt csapatok a 3. selejtezőkörben egy magasabb együtthatóval rendelkező csapat ellen győztek, és az ellenfél együtthatóját hozták magukkal.

| Bajnoki ág                                                            | Bajnoki ág                                                          | Nem bajnoki ág | Nem bajnoki ág | Nem bajnoki ág   | Nem bajnoki ág |
| Bajnoki ág                                                            | Bajnoki ág                                                          | 1. mérkőzés    | 1. mérkőzés    | 2. mérkőzés      | 2. mérkőzés    |
| Kiemelt                                                               | Nem kiemelt                                                         | Kiemelt        | Nem kiemelt    | Kiemelt          | Nem kiemelt    |
| --------------------------------------------------------------------- | ------------------------------------------------------------------- | -------------- | -------------- | ---------------- | -------------- |
| - Red Bull Salzburg (T) - PSV Eindhoven - AÉK (T) - Dinamo Zagreb (T) | - BATE Bariszav (T) - Young Boys - MOL Vidi (T) - Crvena zvezda (T) | Benfica (T)    | PAÓK (T)       | Dinamo Kijiv (T) | Ajax (T)       |

### Rájátszás, párosítások
| 1. csapat      | Össz.Tooltip Aggregate score | 2. csapat         | 1. mérk. | 2. mérk. |
| -------------- | ---------------------------- | ----------------- | -------- | -------- |
| Bajnoki ág     |                              |                   |          |          |
| Crvena zvezda  | 2–2 (i.g.)                   | Red Bull Salzburg | 0–0      | 2–2      |
| BATE Bariszav  | 2–6                          | PSV Eindhoven     | 2–3      | 0–3      |
| Young Boys     | 3–2                          | Dinamo Zagreb     | 1–1      | 2–1      |
| MOL Vidi       | 2–3                          | AÉK               | 1–2      | 1–1      |
| Nem bajnoki ág |                              |                   |          |          |
| Benfica        | 5–1                          | PAÓK              | 1–1      | 4–1      |
| Ajax           | 3–1                          | Dinamo Kijiv      | 3–1      | 0–0      |

### Rájátszás, mérkőzések
| 2018. augusztus 21. 21:00 |

| Crvena zvezda | 0–0         | Red Bull Salzburg |
| ------------- | ----------- | ----------------- |
|               | Jegyzőkönyv |                   |

| Rajko Mitić Stadion, Belgrád Játékvezető: Daniele Orsato (olasz) |

| 2018. augusztus 29. 21:00 |

| Red Bull Salzburg         | 2–2               | Crvena zvezda         |
| ------------------------- | ----------------- | --------------------- |
| Dabour 45' 48' (11-esből) | (1–0) Jegyzőkönyv | Ben Nabouhane 65' 66' |

| Red Bull Arena, Wals-Siezenheim Játékvezető: Cüneyt Çakır (török) |

| 2018. augusztus 21. 21:00 (22:00 FET) |

| BATE Bariszav        | 2–3               | PSV Eindhoven                               |
| -------------------- | ----------------- | ------------------------------------------- |
| Tuominen 9' Hleb 88' | (1–1) Jegyzőkönyv | Pereiro 35' (11-esből) Lozano 61' Malen 89' |

| Borisov Arena, Bariszav Játékvezető: Felix Zwayer (német) |

| 2018. augusztus 29. 21:00 |

| PSV Eindhoven                       | 3–0               | BATE Bariszav |
| ----------------------------------- | ----------------- | ------------- |
| Bergwijn 14' De Jong 36' Lozano 62' | (2–0) Jegyzőkönyv |               |

| Philips Stadion, Eindhoven Játékvezető: Anthony Taylor (angol) |

| 2018. augusztus 22. 21:00 |

| Young Boys | 1–1               | Dinamo Zagreb |
| ---------- | ----------------- | ------------- |
| Mbabu 2'   | (1–1) Jegyzőkönyv | Oršić 40'     |

| Stade de Suisse, Bern Játékvezető: Alberto Undiano Mallenco (spanyol) |

| 2018. augusztus 28. 21:00 |

| Dinamo Zagreb | 1–2               | Young Boys                |
| ------------- | ----------------- | ------------------------- |
| Hajrović 7'   | (1–0) Jegyzőkönyv | Hoarau 64' (11-esből) 66' |

| Maksimir Stadion, Zágráb Játékvezető: Björn Kuipers (holland) |

| 2018. augusztus 22. 21:00 |

| MOL Vidi    | 1–2               | AÉK                          |
| ----------- | ----------------- | ---------------------------- |
| Lazović 68' | (0–1) Jegyzőkönyv | Klonaridis 34' Bakasetas 49' |

| Groupama Aréna, Budapest Játékvezető: Gianluca Rocchi (olasz) |

| 2018. augusztus 28. 21:00 (22:00 EEST) |

| AÉK                     | 1–1               | MOL Vidi |
| ----------------------- | ----------------- | -------- |
| Mantalos 48' (11-esből) | (0–0) Jegyzőkönyv | Nego 57' |

| Olimpiai Stadion, Athén Játékvezető: Szymon Marciniak (lengyel) |

| 2018. augusztus 21. 21:00 (20:00 WEST) |

| Benfica                | 1–1               | PAÓK      |
| ---------------------- | ----------------- | --------- |
| Pizzi 45+1' (11-esből) | (1–0) Jegyzőkönyv | Warda 76' |

| Estádio da Luz, Lisszabon Játékvezető: Milorad Mažić (szerb) |

| 2018. augusztus 29. 21:00 (22:00 EEST) |

| PAÓK         | 1–4               | Benfica                                                   |
| ------------ | ----------------- | --------------------------------------------------------- |
| Prijović 13' | (1–3) Jegyzőkönyv | Jardel 20' Salvio 26' (11-esből) 50' (11-esből) Pizzi 39' |

| Túmbasz Stadion, Szaloniki Játékvezető: Felix Brych (német) |

| 2018. augusztus 22. 21:00 |

| Ajax                               | 3–1               | Dinamo Kijiv |
| ---------------------------------- | ----------------- | ------------ |
| Van de Beek 2' Zíjes 35' Tadić 43' | (3–1) Jegyzőkönyv | Kędziora 16' |

| Johan Cruijff Arena, Amszterdam Játékvezető: Clément Turpin (francia) |

| 2018. augusztus 28. 21:00 (22:00 EEST) |

| Dinamo Kijiv | 0–0         | Ajax |
| ------------ | ----------- | ---- |
|              | Jegyzőkönyv |      |

| Olimpiai Stadion, Kijev Játékvezető: Damir Skomina (szlovén) |